# Millie Brady
Millie Brady (née le 24 décembre 1993), de son vrai nom Camilla Brady, est une actrice et mannequin britannique.

## Biographie
Camilla Eve Brady est née à Bracknell et a beaucoup déménagé quand elle était petite. Elle a fréquenté l'école anglaise St Mary's School Ascot de 11 à 18 ans.
Elle réside actuellement à Hampstead dans le nord de Londres avec sa sœur.

### Vie privée
Elle a eu une liaison avec Harry Styles, le chanteur et compositeur de One direction mais ils ont rompu en 2013,.
Elle est actuellement en couple avec Charley Rothwell Palmer,.

## Carrière
Elle commence sa carrière d'actrice en 2014, en jouant le rôle de la fille de Harry Gordon Selfridge, Violette Selfridge, dans la série télévisé britannique Mr Selfridge.
En 2015, elle devait jouer dans l'adaptation télévisée du clan de l'ours des cavernes, mais la chaîne de télévision américaine Lifetime a annulé la série. Elle a également joué le rôle de Joan Collins dans Legend.
En 2016, elle a tourné dans Orgueil et Préjugés et Zombies,,,,.
De 2017 à 2022, elle joue le rôle de la princesse Æthelflæd dans la série The Last Kingdom,.
En tant que mannequin, elle a travaillé pour la marque de mode Miu Miu, une filiale de la marque Italienne Prada.

## Filmographie

### Cinéma

#### Longs métrages
- 2015 : Legend de Brian Helgeland : Joan Collins
- 2016 : Orgueil et Préjugés et Zombies (Pride and Prejudices and Zombies) de Burr Steers : Mary Bennet
- 2017 : Le Roi Arthur : La Légende d'Excalibur (King Arthur) de Guy Ritchie : Princesse Catia
- 2018 : Teen Spirit de Max Minghella : Anastasia
- 2019 : Intrigo : Samaria de Daniel Alfredson : Vera Kall

### Télévision

#### Séries télévisées
- 2014 : Mr Selfridge : Violette Selfridge
- 2017 - 2022 : The Last Kingdom : Princesse Æthelflæd
- 2020 : Le Jeu de la dame (The Queen's Gambit) : Cleo
- 2020 : White House Farm : Sally Jones
- 2020 : Roadkill : Lily Laurence
- 2022 : Surface : Eliza